# Gérard Edelinck

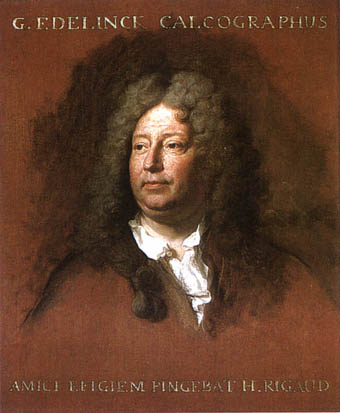
Gérard Edelinck Porträt von Hyacinthe Rigaud

Gérard Edelinck (* 20. Oktober [getauft] 1640 in Antwerpen; † 2. April 1707 in Paris) war ein französischer Kupferstecher flämischer Herkunft.

## Leben
Edelinck war der Sohn des Bernhard Edelinck, der aus Münster stammte. Er wurde von Jesuiten erzogen und erlernte von 1652 bis 1653 sein Handwerk bei Gaspar Huybrechts (1619–1684) und wurde ein Schüler von Cornelius Galle dem Jüngeren. In den Jahren 1663 und 1664 war er in den Antwerpener Liggeren (Archivalien der Lucasgilde) als Meister eingetragen. 1666 ging er nach Paris und erhielt seine eigentliche Ausbildung bei François de Poilly, dessen Können er bald übertraf und vervollkommnete seine Fertigkeiten unter Anleitung von, Robert Nanteuil und Philippe de Champaigne. Die Leichtigkeit und sein Geschick bei der Führung des Grabstichels wurden ebenso gelobt wie seine Vollendung von Form und Farbe.

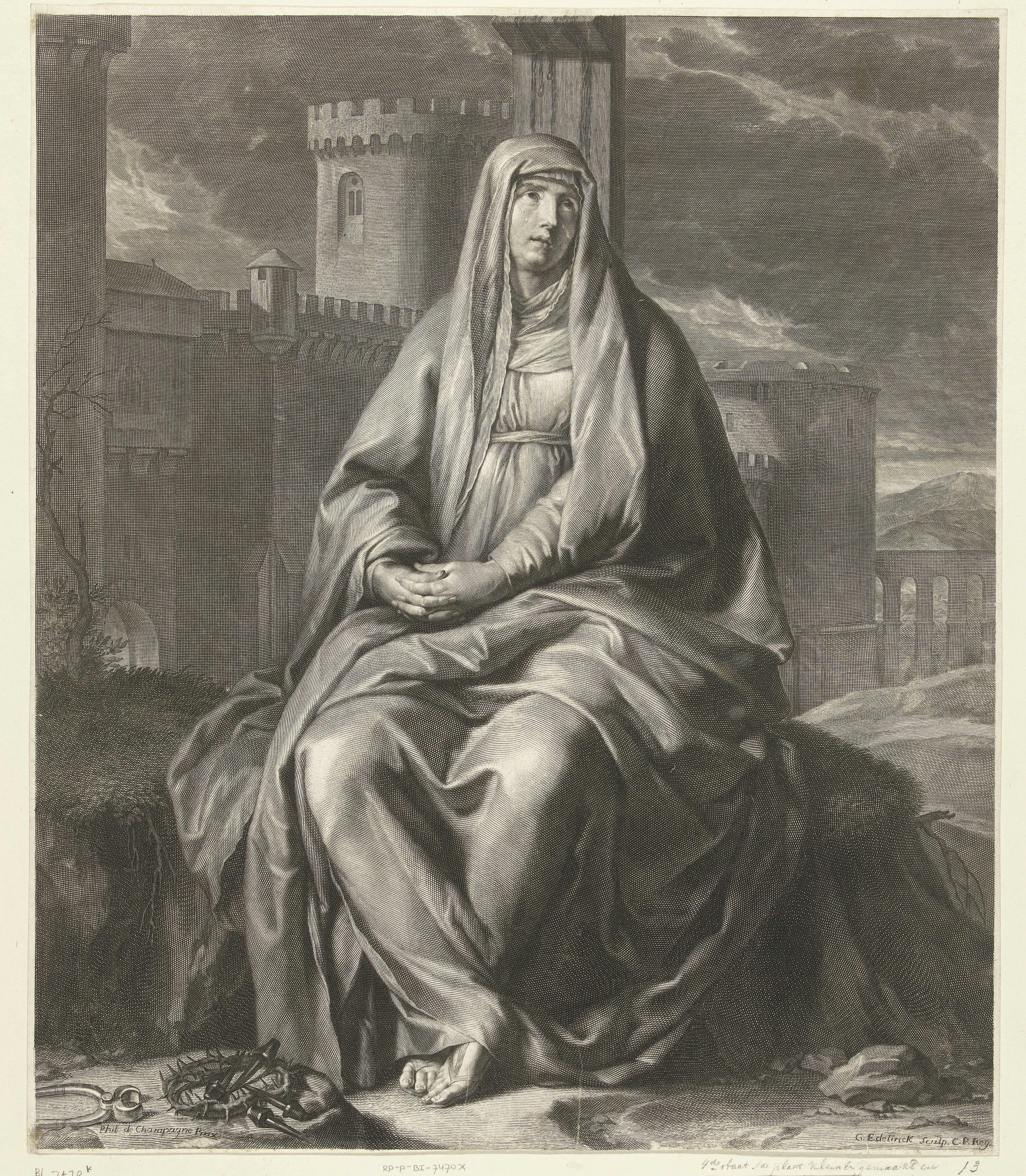
Mater Dolorosa

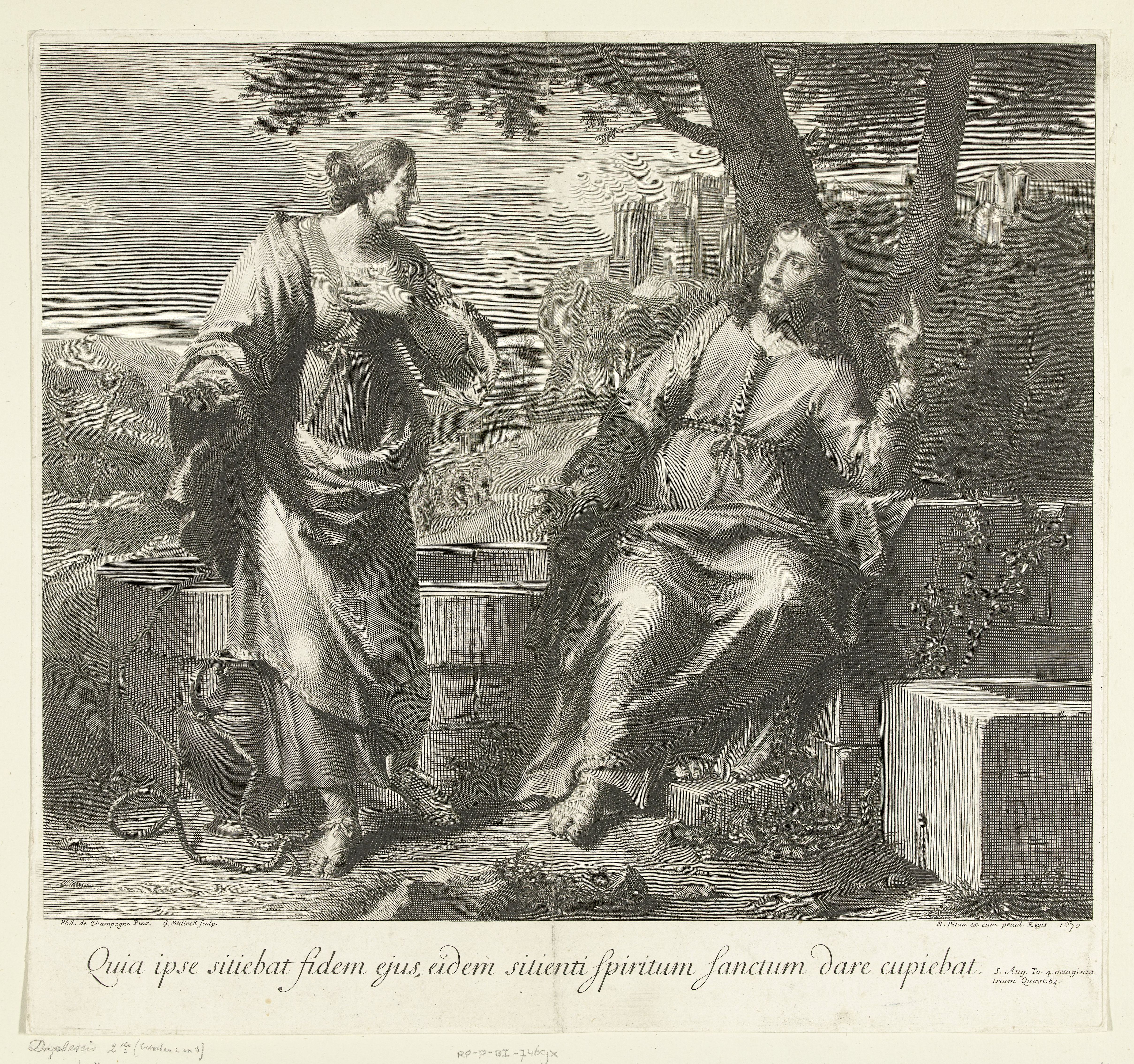
Christus und die Samariterin

Am 1. Mai 1672 heiratete er eine Nichte von Robert Nanteuil.  Ludwig XIV. ernannte ihn im Oktober 1675 zum akademischen Rat und königlichen Kupferstecher. Ein Amt das bisher bereits Nateuil und Claude Mellan innehatten.
Von ihm sind rund 420 Blätter bekannt, darunter viele Porträts und Historienbilder. Er fertigte unter anderem Bildnisse nach Vorlagen von Charles Le Brun (Engelcrucifix, die heil. Magdalena …), Philippe de Champaigne (Christus, die Samariterin, Mater Dolorosa), Leonardo da Vinci (Reitergefecht) oder nach Guido Reni (Maria mit dem schlafenden Christkind in der Wiege). Er fertigte Bildnisse nach Colbert, Descartes, Dryden, La Fontaine, und Rigaud.
Edelinck wurde 1677 Mitglied der Académie royale de peinture et de sculpture. Er starb in der „Manifacture de Gobelins“, in der er durch die Begünstigung König Ludwigs eine Wohnung hatte. Er trug den Titel „Graveur ordinaire du Roi“ und war „Ritter des Michaelordens“.
Sein jüngerer Bruder Jean Edelinck (* 1643; † 14. Mai 1680) und sein Sohn Nicolas Etienne Edelinck (* 9. April 1681; † 11. Mai 1767) waren ebenfalls Kupferstecher. Sie erreichten jedoch nicht seine Fertigkeit.